# Municipio de Gilkey (Arkansas)
El municipio de Gilkey (en inglés: Gilkey Township) es un municipio ubicado en el condado de Yell en el estado estadounidense de Arkansas. En el año 2010 tenía una población de 215 habitantes y una densidad poblacional de 5,03 personas por km².

## Geografía
El municipio de Gilkey se encuentra ubicado en las coordenadas 34°58′29″N 93°22′35″O / 34.97472, -93.37639. Según la Oficina del Censo de los Estados Unidos, el municipio tiene una superficie total de 42.73 km², de la cual 42,58 km² corresponden a tierra firme y (0,36 %) 0,15 km² es agua.

## Demografía
Según el censo de 2010, había 215 personas residiendo en el municipio de Gilkey. La densidad de población era de 5,03 hab./km². De los 215 habitantes, el municipio de Gilkey estaba compuesto por el 93,49 % blancos, el 1,4 % eran afroamericanos, el 1,4 % eran amerindios, el 0,47 % eran asiáticos, el 1,4 % eran de otras razas y el 1,86 % eran de una mezcla de razas. Del total de la población el 4,65 % eran hispanos o latinos de cualquier raza.